# شمعون بار کوخبا
سیمون بار کوخبا جنگ‌سالار و یک رهبر نظامی یهودی بود که شورش بارکوخبا علیه امپراتوری روم را در سال ۱۳۲ پس از میلاد گاه‌شماری دوران مشترک رهبری کرد. این شورش یک دولت مستقل یهودی به مدت سه سال را ایجاد کرد که در آن بار کوخبا به عنوان ناسی ("شاهزاده") حکومت می‌کرد. برخی از علمای خاخام در زمان او تصور می‌کردند که او مسیح در یهودیت است که مدت‌ها انتظارش را می‌رفت. بار کوخبا به دست رومیان در شهر مستحکم بتار کشته شد.